# Lovelyz8
『Lovelyz8』（ラブリーズエイト）は、韓国の女性アイドルグループLOVELYZの最初のミニ・アルバムである。

## 概要
デマ事件により休養中であったジスの復帰作。
ロングセラーを記録したタイトル曲の「Ah-Choo」は、彼女たちの代表曲となった。

## 曲目リスト
| #         | タイトル                                         | 作詞  | 作曲・編曲 | 時間 |
| --------- | ------------------------------------------------ | ----- | ---------- | ---- |
| 1.        | 「Welcome to the Lovelyz8」                      |       |            | 1:31 |
| 2.        | 「Ah-Choo」                                      |       |            | 3:38 |
| 3.        | 「작별하나 (別れ一つ)」                          |       |            | 3:14 |
| 4.        | 「Hug Me」                                       |       |            | 3:44 |
| 5.        | 「예쁜 여자가 되는 법 (きれいな女性になる方法)」 |       |            | 3:15 |
| 6.        | 「새콤달콤 (甘酸っぱい)」                        |       |            | 3:32 |
| 7.        | 「라푼젤 (ラプンツェル)」                        |       |            | 3:26 |
| 合計時間: | 合計時間:                                        | 22:20 |            |      |

## Ah-Choo
「Ah-Choo」（あちゅー）は、LOVELYZの楽曲。

### 概要
作詞：ソ・ジウム、作曲・編曲：1Piece。
サビの歌詞にも用いられた「achoo（ achoo）」とは英語でくしゃみを表す擬音語であり、初恋の感情を隠しきれない乙女心を表現している。
曲調は1980〜90年代頃の清純アイドルソングを彷彿とさせるレトロポップ。同様のコンセプトの「Candy Jelly Love」「Hi~」と合わせて「少女3部作」と認識されている。
楽曲制作の中心人物は当時のラブリーズのプロデューサーでもあったシンガーソングライターのユンサン（1Piece）。※1Pieceはユンサンを中心とした音楽クリエイターチーム。
所属事務所の先輩であるINFINITEのホヤが憧れの男性役で出演したMV内では、メンバーがかくれんぼに興じることで片思いの心情が表現されている。また、8人が一糸乱れず踊るダンスシーンも特徴で、サビではくしゃみの仕草が描写されている。監督は韓国の映像制作集団Digipedi。